# Feliciano das Seges

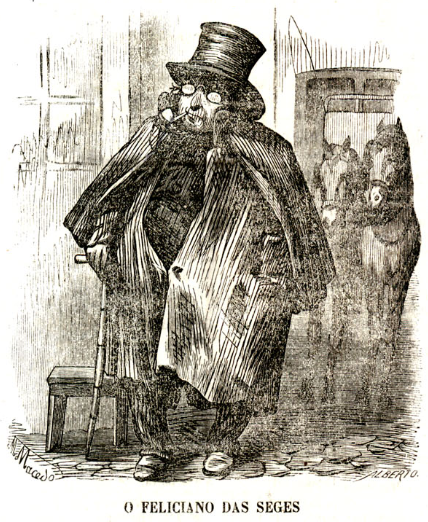
O Feliciano das Seges, numa litografia de 1873.

O Feliciano das Seges, cocheiro, era uma das figuras populares de Lisboa na segunda metade do século XIX. Liberal convicto, Feliciano das Seges frequentava assiduamente a galeria da Câmara dos Deputados onde se deliciava com a eloquência de Passos Manuel, José Estêvão, Almeida Garrett. Tornou-se famoso por, na altura da Revolução da Maria da Fonte, ter posto os seus cavalos ao serviço da causa popular.
Com o progresso dos meios de transporte, Feliciano ter-se-á retirado despeitado, à medida que os omnibus e os Larmanjats apareciam pela cidade de Lisboa. Em artigo publicado pouco após a morte repentina de Feliciano das Seges no número 422 do Diario Illustrado (7 de Outubro de 1873) é descrito: "Pede porém a justiça que se diga que os preços do Feliciano não escandalizavam ninguém, e que se o freguês partia as costelas ao descer a Calçada da Pampulha, ainda lhe sobrava à farta o dinheiro para pagar a duas juntas de cirurgiões, metendo na conta a botica e os ares de campo da problemática convalescença."
Prova da sua popularidade, Feliciano das Seges é mencionado em obras literárias da época, como As Farpas de Ramalho Ortigão e Eça de Queirós, e em A Sociedade do Delírio" de Eduardo de Noronha.